# Башня Кёйсмяэторн
Башня Кёйсмяэторн (эст. Köismäe torn — Башня верёвочной горы) — средневековая башня крепостной стены города Таллина, столицы Эстонии. Башня подковообразной формы, находится в западной части крепостной стены, между башнями Лёвеншеде и Плате. Памятник архитектуры XIV века.
Своё название башня получила от находящейся неподалёку от неё мастерской по плетению верёвок.

## История
Возведена в 1360 году. Башня была трёхэтажной и имела 13,3 метра в высоту. Нижний этаж был складским, два верхних этажа были оборонительными. С проходом на крепостной стене башня соединялась деревянным балконом.
В 1436—1437 годах внешние стены башни были утолщены, а высота увеличена. К 16-метровой высоте добавлялся ещё деревянный оборонительный этаж.
Нынешнюю высоту в 26,5 метра башня получила в 1520 году, когда добавили ещё два оборонительных этажа. Первые три этажа стали использоваться как складские помещения.
В 1935 и 1965 годах башню реставрировали; в ходе второй реставрации была построена высокая черепичная крыша.
В 2000 году башню вновь реставрировали. Между этажами залили бетонные перегородки, отремонтировали деревянные потолки, изготовили новые лестницы, поменяли черепицу и реновировали несущую конструкцию. Во время реставрации были также проведены раскопки, в ходе которых были очищены булыжники мостовой.
С ноября 2003 года в башне проводятся представления и выставки. Башня входит в структуру Таллинского городского театра.